# Río Salado (Chañaral)
El río Salado, también llamado quebrada del Salado, es un río intermitente de Chile situado en la región de Atacama. Su cuenca tiene una superficie de 7400 km² y una longitud de 175 km.: 221  Su desembocadura al mar se encuentra en la ciudad de Chañaral.
Es de escurrimiento muy esporádico.: 2 
No debe ser confundido con el río Salado (San Pedro de Atacama) ni con el río Salado (Loa) y tampoco con el río Salado (Juncalito).

## Trayecto
Hans Niemeyer escribe sobre (este) río Salado:
La cabecera principal del río Salado tiene su origen en las Vegas de Vicuña, al pie occidental del Cerro Doña Inés y desarrolla su curso en un cañón profundo de dirección SSW por espacio de 50 km, hasta la estación Montandón del ferrocarril Barquito-Potrerillos. En este punto, el cajón toma franco rumbo al oeste, hasta la desembocadura en el mar, tras un recorrido de otros 125 km.
Recibe en la precordillera andina varias Quebradas tributarias, entre las cuales tal vez la más importante sea la de Asientos, que le cae desde el sur. En el curso medio recibe por el costado sur, cerca de la estación ferroviaria Empalme (de Pueblo Hundido), la quebrada Chañaral Alto conjuntamente con la de Angostura. En la primera se sitúa la localidad Finca de Chañaral. En ella aflora algo de agua con la cual se practicaban algunos cultivos desde tiempos prehlspánicos. Más tarde fueron captadas estas aguas para el abastecimiento de agua de bebida del puerto Chañaral de Las Animas. Casi en la desembocadura, le cae desde el sur, la quebrada de Las Animas, y algo más al interior, la, quebrada de El Saladito.
En la zona de Agua Helada existe desde 1923 un canal que comunica el río con la cuenca del salar de Pedernales.: 248 

## Caudal y régimen
El caudal "propio" o constante del río es muy poco y efímero y se produce solo durante los inviernos bolivianos muy intensos que alcanzan la latitud de los afluentes del lado norte del río Salado.: 222 
Entre el 25 y el 27 de marzo, el temporal del norte de Chile de 2015 generó inundaciones y aluviones en las ciudades de Chañaral, Copiapó, Taltal, Diego de Almagro, El Salado, Tierra Amarilla, Alto del Carmen, Vicuña, entre otras. El río Salado se desbordó, inundando las localidades de Diego de Almagro, El Salado y Chañaral.

## Historia
Según la historiografía boliviana, este curso fluvial era el límite histórico entre el norte de Chile y el suroeste de Bolivia. En una publicación titulada "Refutación al Manifiesto del Ministro de Relaciones Exteriores de Chile, sobre la guerra con Bolivia" del Ministerio de Relaciones Exteriores de Bolivia dada a conocer el 15 de mayo de 1879 y firmada por Zoilo Flores y Serapio Reyes Ortiz, ambos altos representantes citan varios geógrafos para fundamentar sus derechos. Jaime Eyzaguirre, en su obra "Chile y Bolivia, Esquema de un proceso diplomático" (1963, pág. 30) cita la respuesta de Jerónimo Urmeneta, a su haber entonces Ministro de Relaciones Exteriores de Chile en 1858, quien ante igual argumentación boliviana, observa que los escritos citados por Bolivia eran documentos no oficiales redactados por personas que "nunca habían pisado el territorio atacameño" y que se contradecían en el lugar que mencionaban como límite, algunos el paralelo 27°S otros el paralelo 24° S.
Francisco Solano Asta-Buruaga y Cienfuegos escribió en 1899 en su Diccionario Geográfico de la República de Chile sobre el río:
Río Salado.-—Prolongado cauce de río que atraviesa el departamento de Chañaral con origen hacia el extremo del sudoeste de la laguna del Pedernal próxima al sur del volcán de Doña Inés, desde donde se extiende en dirección al occidente hasta terminar en la bahía del puerto de Chañaral de las Animas. Se abre entre márgenes de uno á tres kilómetros de ancho, ceñidas por cerros áridos y estériles más ó menos altos que abundan en minas de cobre y de plata. A sus riberas se hallan pequeños centros de población, como el Pueblo Hundido, el Asiento, el Salado, &c., y en su parte superior hacia la falda de los Andes hay cortos espacios de alguna vegetación. En esta parte corre también por el centro de este vasto cauce un mediano arroyo que más abajo se hunde ó se pierde, sin alcanzar hasta el mar sino en ocasionales avenidas procedentes de extraordinarias lluvias en los parajes de los Andes y de la laguna del Pedernal que se hallan á la cabeza de su cuenca, avenidas que á largos intervalos suelen ser de voluminosas aguas.
Luis Risopatrón lo describe en su Diccionario Jeográfico de Chile de 1924 bajo el nombre "quebrada del Salado":
Salado (Quebrada del) 26° 20' 70° 01' Ofrece abundantes depósitos de sal común de 98 % de lei en su parte superior, corre estrecha i tortuosa hasta la sierra de El Caballo Muerto, donde desaparece el agua saturada de sal i presenta barrancos i zanjas que bajan ele las alturas i forman un cauce hondo de paredes verticales, en un terreno de acarreo i sedimentos modernos; sigue, en un valle cíe 2 a 3 kilómetros de ancho, compuesto esclusivamente cíe arena i ripio, con una que otra mata de cuernecillo; muestra en su superficie muchísimas conchas marinas, hasta 5 kilómetros del mar i desemboca en la ribera del puerto de Chañaral de Las Animas. 1, vii, p. 126; 62, ii, p. 309 i 343; 63, p. 131; 98, ii, p. 385, 402, 494 i 495; i iii, p. 131; 99, p. 22; 128; 149, i, p. 210; 150, p. 11 i 12; i 156; i rio en 3, iv, p. 466 (Alcedo, 1788); i 155, p. 668.
Ya a mediados del siglo XX existió una acusación contra una empresa minera por la contaminación de las aguas del río.